# Sandersellus simplex
Sandersellus simplex är en insektsart som beskrevs av Nielson 1975. Sandersellus simplex ingår i släktet Sandersellus och familjen dvärgstritar. Inga underarter finns listade i Catalogue of Life.